# Rita Commisso
Rita Commisso (Locri, 6 febbraio 1950) è una politica italiana.

## Biografia
Insegnante di lingue straniere; viene eletta alla Camera dei deputati nel 1994 nelle file di Rifondazione Comunista e per la XII legislatura fa parte della Commissione Cultura, scienza e istruzione. A giugno 1995 abbandona il PRC con la scissione del Movimento dei Comunisti Unitari, aderendo al Gruppo misto. Termina il proprio mandato parlamentare nella primavera 1996.
Negli anni Duemila è Commissario dell'ARDIS (Azienda Regionale calabrese per il Diritto allo studio), di cui nel settembre 2014 viene nominata Commissario Straordinario per curare la liquidazione dell'Ente regionale diritto allo studio dell'Università di Catanzaro.